# Alston (Georgia)
Alston es un pueblo ubicado en el condado de Montgomery en el estado estadounidense de Georgia. En el censo de 2000, su población era de 159.

## Demografía
En el 2000 la renta per cápita promedia del hogar era de $41,250, y el ingreso promedio para una familia era de $48,500. El ingreso per cápita para la localidad era de $18,110. Los hombres tenían un ingreso per cápita de $33,750 contra $23,750 para las mujeres.

## Geografía
Alston se encuentra ubicado en las coordenadas 32°4′49″N 82°28′42″O / 32.08028, -82.47833 (34.073318, -84.281086).
Según la Oficina del Censo, la localidad tiene un área total de 7,4 km² (2,9 mi²), de la cual 7,4 km² (2,9 mi²) es tierra y 0 km² (0 mi²) (0.0%) es agua.